# Comuna Strupkiv, Colomeea
Strupkiv (în ucraineană Струпків) este o comună în raionul Colomeea, regiunea Ivano-Frankivsk, Ucraina, formată din satele Babeanka, Bodnariv și Strupkiv (reședința).

## Demografie
Componența lingvistică a comunei Strupkiv
     Ucraineană (99,84%)
     Alte limbi (0,16%)
Conform recensământului din 2001, majoritatea populației comunei Strupkiv era vorbitoare de ucraineană (99,84%), existând în minoritate și vorbitori de alte limbi.